# Mazaeras mediofasciata
Mazaeras mediofasciata là một loài bướm đêm thuộc phân họ Arctiinae, họ Erebidae.